# 泛雁里
泛雁里（：／ Pǒmanri）是朝鮮民主主義人民共和國黃海北道瑞興郡的一個里。先軍八景之一的「泛雁仙境」就是位於這裡。